# The Old Way
The Old Way (Camino de la Venganza en castellano) es una película western estadounidense de 2023 dirigida por Brett Donowho, a partir de un guion de Carl W. Lucas y protagonizada por Nicolas Cage como un pistolero que tiene la misión de encontrar a un pistolero vengativo después de que mató a su esposa.
La película fue estrenada en cines por Saban Films el 6 de enero de 2023.

## Sinopsis
Colton Briggs, que alguna vez fue un notorio pistolero, entierra su pasado cuando se casa y forma una familia. Años más tarde, Briggs sufre una tragedia personal cuando el forajido hijo de un hombre al que mató regresa para vengarse, lo que resulta en la muerte de su esposa. Acompañado por su hija, Briggs se propone encontrar al asesino de su esposa y vengarla.

## Reparto
- Nicolas Cage como Colton Briggs[4]
- Ryan Kiera Armstrong como Brooke[5]
- Shiloh Fernández como Boots[5]
- Noah Le Gros[5] como James McAllister
- Nick Searcy[5] como el mariscal Jarret
- Abraham Benrubi[5] como Big Mike
- Clint Howard[5] como Eustice
- Dean Armstrong como Clark
- Kerry Knuppe[5] como Ruth Briggs
- Adam Lazarre-White[5] como Greg
- Craig Branham[5] como Arnie
- Beau Linnell[5] como Mark

## Producción
El rodaje se produjo en Montana. En octubre de 2021, los miembros del equipo de la película se quejaron del manejo de armas de fuego por parte de la asistente clave de propiedad y armera Hannah Gutiérrez-Reed, incluido un incidente en el que disparó un arma sin previo aviso y provocó que el actor principal Nicolas Cage se fuera del set. Gutiérrez-Reed más tarde trabajaría como armero en el set de Rust, y sería un personaje principal en el incidente que mató a Halyna Hutchins e hirió al director Joel Souza. En enero de 2022, Saban Films adquirió los derechos de distribución de la película.

## Estreno
The Old Way fue estrenada en cines por Saban Films el 6 de enero de 2023.